# Хусрохан
Хусрохан – середньовічний індійський військовий лідер, правитель Делійського султанату упродовж короткого періоду часу.

## Життєпис
Завоювання Делійським султанатом Декану почалось 1296 року, коли Алауддін Хілджі розграбував Девагірі. Того ж року Алауддін убив свого дядька, султана Джалаладдіна, та зайняв місце на троні. 1309 року він підпорядкував собі правителів Телангани та прибережної Андхри з династії Какатіїв.
1318 року Пратапарудра II, правитель Какатіїв, кинув виклик своїм делійським господарям, відмовившись сплатити щорічну данину. Мубарак-шах у відповідь відрядив до столиці Какатіїв, міста Варангал, одного зі своїх генералів, Хусрохана. Останній, озброєний раніше не баченими в регіоні технологіями, машинами, схожими на требушети, вирушив на Пратапарудру та змусив його ще раз присягнути на вірність султану. Суму його щорічної данини було змінено, вона склала 100 слонів і 12 000 коней.
Після смерті Алауддіна Хусрохан організував убивство сина і спадкоємця султана, Кутб-уд-діна, що поклало край династії Хілджі 1320 року. Хусрохан зайняв престол. У свою чергу Хусрохан зазнав поразки від губернатора Діпалпура, Туґлака. Хусрохан був страчений у жовтні 1320 року.